# Norbert Geng
Norbert Geng (* 1965) ist ein deutscher Jurist, Hochschullehrer für Unternehmensrecht und Politiker (PDV).

## Leben
Geng studierte Rechtswissenschaften an der Universität Würzburg und war nach dem Referendariat von 1994 bis 1995 als Redakteur beim WISO-Steuerbrief tätig. Nach einer vierjährigen Tätigkeit als Rechtsanwalt in Erfurt wurde er Syndikus bei der HUK-COBURG Versicherungsgruppe. Seine Promotion der Universität Jena erlangte er 2000 mit einer Arbeit zum Thema Ausgleich und Abfindung der Minderheitsaktionäre der beherrschten Aktiengesellschaft bei Verschmelzung und Spaltung. Seit 2002 ist er als Professor an der Fakultät Wirtschaftsrecht der Fachhochschule Schmalkalden tätig.
Geng ist Mitglied der Hayek-Gesellschaft und Anhänger der Österreichischen Schule der Ökonomik.
Nach dem Rücktritt Oliver Janichs als Bundesvorsitzender der Partei der Vernunft (PDV) wurde Geng am 23. Juni 2013 zum Parteivorsitzenden gewählt. Auf dem Bundesparteitag am 3. November 2013 wurde Susanne Kablitz als Nachfolgerin gewählt.